# Самойлова, Алла Владимировна
А́лла Влади́мировна Само́йлова (род. 5 февраля 1967, Чебоксары) — российский врач, организатор здравоохранения, государственный деятель; доктор медицинских наук; руководитель Росздравнадзора (с 2020).

## Биография

### Происхождение
Алла Самойлова родилась 5 февраля 1967 года. В 1990 году окончила Чувашский государственный университет имени И. Н. Ульянова по специальности «лечебное дело, акушерство и гинекология».

### Профессиональная деятельность
Работала врачом акушером-гинекологом медико-санитарной части Чебоксарского завода промышленных тракторов. Работала в медсанчасти Чебоксарского хлопчатобумажного комбината. С 1990 года поступила в аспирантуру Чувашского государственного университета, окончив которую с 1993 по 1994 год работала ассистентом кафедры акушерства и гинекологии университета. С декабря 1994 года — главный врач Чебоксарского медицинского центра «Семья», с июля 2001 — главный врач ГУЗ «Президентский перинатальный центр». В июле 2001 года стала главным врачом ГУЗ «Президентский перинатальный центр». 
Одновременно с 2009 года — профессор и заведующая кафедрой акушерства и гинекологии ГАУ ДПО «Институт усовершенствования врачей» Минздрава Чувашии, с 2010 — заведующая кафедрой акушерства и гинекологии Чувашского университета.
С 25 января 2012 по февраль 2017 года — министр здравоохранения и социального развития (с октября 2015 — министр здравоохранения) Чувашии; одновременно до октября 2015 — заместитель председателя кабинета министров Чувашии.
С 2016 года — генеральный директор АО «Санаторий „Чувашиякурорт“».
С июля 2018 года — советник руководителя Росздравнадзора, затем начальник управления контроля за реализацией государственных программ в сфере здравоохранения Росздравнадзора. В начале марта 2020 года возглавила департамент проектной деятельности Минздрава.
9 апреля 2020 года назначена руководителем Росздравнадзора.

### Научная деятельность
В 2009 году защитила докторскую диссертацию («Морфофункциональные аспекты повышения эффективности экстракорпорального оплодотворения»).
Автор более 80 научных работ, в том числе монографии, 2 патентов на изобретения.

### Общественная деятельность
От партии «Единая Россия» баллотировалась на выборах депутатов Государственной Думы Федерального Собрания Российской Федерации 5-го и 6-го созывов (в 2007 и 2011 годах), а также на выборах депутатов Государственного Совета Чувашской Республики 6-го созыва (в 2016).

## Награды
- Медаль Луки Крымского (22 декабря 2022 года) — за заслуги в области здравоохранения и многолетнюю добросовестную работу[5]
- Медаль «За заслуги перед отечественным здравоохранением» (2021, Министерство здравоохранения Российской Федерации)
- Нагрудный знак «Отличник здравоохранения» (2002, Министерство здравоохранения Российской Федерации)[2]
- Медаль ордена «За заслуги перед Чувашской Республикой» (22 февраля 2017) — за многолетнюю добросовестную работу во благо Чувашской Республики
- Памятная медаль «100-летие образования Чувашской автономной области» (2020)
- Заслуженный врач Чувашской Республики (2007)[2]